# Ichneumon gracilicornis
Ichneumon gracilicornis är en stekelart som beskrevs av Johann Ludwig Christian Gravenhorst 1829. Ichneumon gracilicornis ingår i släktet Ichneumon och familjen brokparasitsteklar. Arten är reproducerande i Sverige.

## Underarter
Arten delas in i följande underarter:
- I. g. paluster
- I. g. silesiacus